# Veronica Roth
Veronica Roth (New York, 19 agosto 1988) è una scrittrice statunitense conosciuta per aver scritto la trilogia Divergent.

## Biografia
Si è laureata in scrittura creativa presso la Northwestern University e ha esordito giovanissima con il romanzo best seller Divergent rubando il tempo agli esami.
Vive a Chicago con il marito e fa la scrittrice a tempo pieno.
Divergent è il suo romanzo d'esordio, pubblicato negli Stati Uniti nel 2012, ed è rimasto nella top ten dei libri più venduti per tre mesi consecutivi.
Nel 2017 è uscito anche un nuovo libro, Carve the Mark - I predestinati, primo dell'omonima dilogia che si è chiusa nel 2018.

## Opere

### Trilogia diDivergent
In Italia la serie è pubblicata da De Agostini (ad eccezione del racconto We Can Be Mended, edito Mondadori).
1. Divergent, pubblicato negli Stati Uniti il 3 maggio 2011 e in Italia il 22 marzo 2012.
2. Insurgent, pubblicato negli Stati Uniti il 1º maggio 2012 e in Italia il 30 maggio 2013.
3. Allegiant, pubblicato negli Stati Uniti il 22 ottobre 2013 e in Italia il 18 marzo 2014.

- Four (Four: A Divergent Collection), pubblicato negli Stati Uniti l'8 luglio 2014 ed in Italia il 27 gennaio 2015. Sono quattro storie, che corrispondono ai volumi 0.1, 0.2, 0.3 e 0.4 della trilogia, cioè prequel di Divergent. Le storie sono:

1. Transfazione (The Transfer: A Divergent Story), pubblicato negli Stati Uniti il 3 settembre 2013 in formato e-book e in Italia il 27 gennaio 2015 nella raccolta;
2. Iniziato (The Initiate: A Divergent Story), pubblicato negli Stati Uniti l'8 luglio 2014 in formato e-book e in Italia il 27 gennaio 2015 nella raccolta;
3. Figlio (The Son: A Divergent Story), pubblicato negli Stati Uniti l'8 luglio 2014 in formato e-book e in Italia il 27 gennaio 2015 nella raccolta;
4. Traditore (The Traitor: A Divergent Story), pubblicato negli Stati Uniti l'8 luglio 2014 in formato e-book e in Italia il 27 gennaio 2015 nella raccolta.

Il libro Four contiene anche tre racconti inediti dai titoli: "Prima a saltare: Tris!", "Stai attenta, Tris." e "Sei carina, Tris.". Inoltre presenta una Introduzione in cui la Roth spiega come sia nato Divergent e il personaggio di Tobias.
- We Can Be Mended - L'epilogo della saga Divergent (We Can Be Mended: A Divergent Story), disponibile sia negli Stati Uniti che in Italia dal 17 gennaio 2017, in quanto è stato possibile averlo gratuitamente dalla casa editrice con il pre-order del romanzo Carve the Mark.Esiste anche un ulteriore racconto che parla di Quattro/Tobias:
- Free Four (Free Four: Tobias Tells the Divergent Knife-Throwing Scene), pubblicato negli Stati Uniti il 23 aprile 2012 e in Italia il 20 gennaio 2015 (entrambi solo in formato e-book).

Del "mondo di Divergent" fanno parte anche:
- Il percorso verso Allegiant (The World of Divergent: The Path to Allegiant), pubblicato negli Stati Uniti il 24 settembre 2013 in formato e-book, da considerare il volume 2.5 della serie; è inedito in Italia.

### Duologia diCarve the Mark
In Italia la serie è pubblicata da Mondadori.
1. Carve the Mark - I predestinati (Carve the Mark), pubblicato sia negli Stati Uniti che in Italia il 17 gennaio 2017[1][2].
2. Il destino divide[3] (The Fates Divides), pubblicato negli Stati Uniti il 10 aprile 2018 e in Italia il 5 giugno dello stesso anno.

### Duologia diCurse Bearer
1. Quando sei tra i corvi (When Among Crows), 2025, Mondadori
2. To Clutch a Razor, inedito in Italia.

### Autoconclusivi
1. The ones. La profezia dei prescelti. Pubblicato in Italia il 21 luglio 2020 da Mondadori.